# Зеленяр сивий
Зеленя́р сивий (Pseudospingus xanthophthalmus) — вид горобцеподібних птахів родини саякових (Thraupidae). Мешкає в Перу і Болівії.

## Поширення і екологія
Сиві зеленярі мешкають в Андах на території Перу (на південь від Амазонасу) та на північному заході Болівії (Ла-Пас). Вони живуть в кронах вологих гірських тропічних лісів та на узліссях. Зустрічаються на висоті від 2500 до 3200 м над рівнем моря.